# رحبعام زئيفي
رحبعام زئيفي (20 يونيو 1926 - 17 أكتوبر 2001)، سياسي إسرائيلي. شغل منصب وزير السياحة الإسرائيلي، كان ينادي بفكرة الترانسفير وهو مصطلح إنجليزي (بالإنجليزية: transfer)‏ ويعني الترحيل، والمقصود هو ترحيل كل ما هو عربي في فلسطين إلى البلدان العربية الأخرى عوضاً عن بقائهم في فلسطين. وهو يعتقد أن العرب كالنمل. تم اغتياله في فندق في القدس من قبل أفراد من الجبهة الشعبية لتحرير فلسطين في 17 أكتوبر 2001.
في العام 2015 نشرت الصحفية إيلانا ديان تقريرين حول سيرة زئيفي كشفت بها تورطه في جرائم اغتصاب، طلب جرائم وتعاقد مع عصابات إجرامية، استغلال منصبه والموارد العامة لمغامراته ومصالحه الشخصية.
بعض فضح الحقائق حول تاريخ زئيفي ثارت احتجاجات لأعضاء البلماح سابقًا تطالب إسرائيل بوقف تخليد ذكراه.

## حياته
وُلد زئيفي في مدينة القدس وخدم في صفوف البالماخ في عام 1942 ومن ثمّة التحق في الجيش الإسرائيلي لمدة 31 سنة. تقاعد من الخدمة العسكرية في سبتمبر 1973 وتم استدعاؤه من جديد في شهر أكتوبر من نفس العام في حرب 1973. وبعد تقلّد اسحاق رابين رئاسة الحكومة الإسرائيلية، عيّنه رابين مستشاراً في مكتبه لمكافحة الإرهاب وتقلّد بعدها منصباً استخباراتياً لرئاسة الوزارة. استقال زئيفي من منصبه في عام 1977 بعد فوز رئيس الوزراء مناحيم بيغن.
في عام 1981، ترأّس زئيفي المتحف الإسرائيلي في تل أبيب وساعد في كتابة كتب متنوعة عن أرض إسرائيل بناءً على التحف والآثار الموجودة في المتحف الذي عمل به.
في عام 1988، أسس زئيفي حركة سياسية باسم «موليديت» أو الوطن بالعربية ومن أهم مقومات تلك الحركة هو تهجير الإسرائيليين العرب إلى البلدان العربية المجاورة. ولم ترق اتفاقية مدريد للسلام في عام 1991 لزئيفي ودعته للانسحاب من حزب الليكود.
كانت أفكار زئيفي السياسية غاية في التطرف حتى من وجهة النظر الإسرائيلية لدعوة أفكاره للتطهير العرقي بشكل غير علني. وقام بوصف الفلسطينيين بالقمل تارة والسرطان تارة أخرى. ودعا زئيفي لغزو الأردن وتوطين الفلسطينيين فيها.
في عام 1999، اندمجت حركة زئيفي السياسية مع «هيروت» و«تكوما» لتكوين «الاتحاد الوطني». وبعد انتخاب ارئيل شارون رئيساً للوزراء في فبراير 2001، التحق زئيفي في حكومة شارون الائتلافية وعُيّن وزيراً للسياحة.

## اغتياله
أطلقت النار على زئيفي في فندق دان القدس (الذي كان يسمى آنذاك فندق حياة ريجنسي) الواقع في جبل المشارف في 17 أكتوبر 2001 من قبل أربعة مسلحين فلسطينيين. نُقل إلى مركز هداسا الطبي وتوفي هناك قبل الساعة العاشرة صباحًا، ودُفن في المقبرة العسكرية بجبل هرتزل في القدس. تبنت الجبهة الشعبية لتحرير فلسطين عملية القتل وقالت إنها جاءت انتقاما لاغتيال أمينها العام أبو علي مصطفى الذي قتلته إسرائيل في أغسطس من نفس العام. زعمت إسرائيل أن أحمد سعدات هو من أمر باغتيال زئيفي.

## هامش
1. ↑  "חה"כ רחבעם זאבי" (بالعبرية). הכנסת.
2. ↑  "زئيفي، رحبعام". www.madarcenter.org. مؤرشف من الأصل في 2020-01-10. اطلع عليه بتاريخ 2017-09-21.
3. ↑  عــ48ـرب (26 Jan 2015). "زئيفي ساعد قتلة وطلب منهم ارتكاب جرائم خطيرة". موقع عرب 48 (بالإنجليزية). Archived from the original on 2020-01-09. Retrieved 2017-09-21.{{استشهاد بخبر}}:  صيانة الاستشهاد: أسماء عددية: قائمة المؤلفين (link)
4. ↑  "إسرائيل ماضية بتخليد رحبعام زئيفي". مؤرشف من الأصل في 2018-02-27. اطلع عليه بتاريخ 2017-09-21.
5. ↑  "Abu Ali Mustafa: 'Right to struggle'" (بالإنجليزية البريطانية). 27 Aug 2001. Archived from the original on 2022-01-30. Retrieved 2022-03-14.